# Piombino
Piombino település Olaszországban, Toszkána régióban, Livorno megyében. Lakosainak száma 32 194 fő (2023. január 1.). Piombino Campiglia Marittima, San Vincenzo, Follonica és Suvereto községekkel határos.

## Népesség
A település lakossága az elmúlt években az alábbi módon változott:
| Lakosok száma | 34 041 | 33 855 | 32 194 |
|               | 2017   | 2018   | 2023   |

## Története
Piombio hajdan a Piombinói Hercegség székvárosa volt.

## Közlekedés
Vasútállomásai a Campiglia Marittima-Piombino-vasútvonalon találhatók.
- Stazione di Piombino
- Stazione di Fiorentina di Piombino
- Stazione di Piombino
- Stazione di Populonia
- Stazione di Portovecchio di Piombino
- Stazione di Piombino Marittima

## Nevezetes piombióiak
- Lido Vieri (1939–) Európa-bajnok és világbajnoki ezüstérmes labdarúgó, edző
- Aldo Agroppi (1944–2025) válogatott labdarúgó, edző